# Michel Volle
 (octobre 2010).
Si vous disposez d'ouvrages ou d'articles de référence ou si vous connaissez des sites web de qualité traitant du thème abordé ici, merci de compléter l'article en donnant les références utiles à sa vérifiabilité et en les liant à la section « Notes et références ».
Michel Volle, né le 4 octobre 1940 à Bergerac, et mort le 12 juin 2024, à Alès, est un économiste français.
Ses travaux se sont focalisés sur l'articulation entre la pensée et l'action. 

## Biographie
Michel Volle est diplômé de l'École polytechnique (Promotion 1960), de l'ENSAE (Promotion 1965) et docteur en histoire économique (1980). 
Administrateur de l'Insee, il a été alternativement chercheur et chef des divisions Statistique des entreprises et Comptes trimestriels. Il a enseigné l'analyse des données à l'ENSAE et au CEPE de 1973 à 1982.
En 1977 il a animé, au sein de la section économique du PCF que dirigeait Philippe Herzog, le chiffrage du « programme commun de gouvernement » de la gauche. 
Après un passage au cabinet d'Anicet Le Pors, ministre de la fonction publique, il a organisé en 1983 la Mission Économique du Centre national d'études des télécommunications (CNET) avec François du Castel et Pierre Musso, puis créé dans les années 1990 les entreprises Arcome et Eutelis spécialisées dans la conception de réseaux d'entreprise et de systèmes d'information. 
Il a contribué à l'organisation de la maîtrise d'ouvrage du système d'information de plusieurs entreprises, notamment Air France avec Christian Blanc et l'ANPE avec Michel Bernard, et participé en 1997 à la création du Club des maîtres d'ouvrage des systèmes d'information dont il est président d'honneur. 
Depuis août 1998 il publie ses travaux et réflexions sur le site volle.com qui peut être considéré comme l'un des premiers blogs. On y trouve le texte intégral de certains de ses ouvrages (voir ci-dessous).
Il est chercheur à l'Institut français d'analyse stratégique (IFAS).

## Travaux
Les recherches de Michel Volle ont porté sur la statistique, l'économie et enfin l'informatique considérée de divers points de vue (technique, mais aussi historique, philosophique, économique et sociologique). 

### La statistique
L'Essai sur les nomenclatures industrielles examine  d'un point de vue historique la pertinence des classifications en regard des exigences de l'action.  
Histoire de la statistique industrielle, thèse d'histoire sous la direction de Jean Bouvier, décrit l'évolution et l'insertion institutionnelle d'un instrument d'observation statistique ainsi que les conflits dont il a été l'enjeu. 
Analyse des données présente les techniques mathématiques de statistique descriptive mises au point à l'ISUP sous l'impulsion de Jean-Paul Benzécri et détaille la démarche de leur mise en œuvre.
Le métier de statisticien embrasse la pratique professionnelle depuis la construction des nomenclatures jusqu'à la publication des résultats, en passant par la collecte et la vérification des données.

### L'économie
Économie des nouvelles technologies, s'inspirant des travaux de Bertrand Gille sur la succession des « systèmes techniques » (Histoire des Techniques, Gallimard La Pléiade 1978), développe la thèse suivante : alors que l'économie avait depuis le XVIIIe siècle cultivé la synergie entre la mécanique et la chimie, un nouveau système technique fondé sur la synergie entre microélectronique et logiciel émerge à partir de 1975. 
e-conomie est en fait la deuxième édition du précédent ouvrage, amendée et enrichie par une modélisation du dimensionnement des réseaux.
L'automatisation transforme la fonction de production des entreprises et, par voie de conséquence, leur fonction de coût. Il en résulte une transition vers un équilibre de concurrence monopoliste, une différenciation des produits sous la forme d'assemblages « biens-services » élaborés par des partenariats, une transformation rapide de la structure de l'emploi, une rupture de l'équilibre du marché du travail qui était à peu près assuré sous le système technique antérieur. Les institutions, qui ont été bâties sous celui-ci et lui sont adaptées, sont déstabilisées. L'entreprise vit sous un régime de risque extrême qui suscite des comportements concurrentiels violents : l'entrepreneur est en butte aux prédateurs. Le modèle ainsi construit, éclairant les divers aspects de la « nouvelle économie », aide à évaluer ses enjeux et à anticiper son évolution. 
Prédation et prédateurs : la prédation, où l’une des deux parties peut imposer une transaction à l’autre, était typique de la féodalité qui la compensait par la charité. L’échange équilibré, où les deux parties ont le même pouvoir d’accepter ou refuser une transaction, s’est imposé avec l’industrialisation. L’économie industrielle a engendré l’impérialisme et la guerre, mais l’échange équilibré la fondait sur un principe pacifique.
La prédation revient dans l’économie contemporaine, fondée à partir de 1975 sur le système technique informatisé et où le risque et la violence, également extrêmes, vont de pair. Cette économie se divise en deux mondes : l’un sous le régime de l’échange équilibré, l’autre sous celui de la prédation, articulés autour du blanchiment qui permet aux financiers, journalistes, politiques et magistrats que les prédateurs ont achetés de jouir du fruit de la corruption.
Pour faire entrer la prédation et le blanchiment dans le champ de la théorie économique, il fallait et il suffisait de les modéliser : Prédation et prédateurs modélise leurs mécanismes essentiels.

### L'informatique
De l'Informatique : Savoir vivre avec l'automate détaille l'analyse du phénomène de l'informatisation qui avait été amorcée dans e-conomie. Michel Volle estime que l'informatisation est « le phénomène le plus important de notre époque ». Elle émerge de l'alliage entre l'être humain et l'automate ou, plus précisément, entre l'EHO et l'APU, « être humain organisé » et « automate programmable doué d'ubiquité ». Elle transforme l'entreprise, dont le « système d'information » structure le langage, et fait par ailleurs accéder la vie quotidienne à l'espace logique. 
Parmi les institutions l'entreprise, étant continuellement renouvelée par naissances et décès, est la seule qui soit capable d'assimiler le système technique automatisé et d'en faire bénéficier la société. Pour pouvoir prendre la mesure des possibilités et des risques qui en résultent, la réflexion doit s'appuyer sur des connaissances techniques exactes.
Michel Volle synthétise ses analyses sous le néologisme Iconomie et dans l'ouvrage du même titre (2014), disponible en ligne.

## Publications

### Feuilleton
De mars 2008 à 2009, Michel Volle publie un feuilleton romancé de la vie dans une entreprise-réseau, intitulé Le Parador, dont il a mis le texte intégral en libre accès sur le web.

### Articles
- « Essai sur les nomenclatures industrielles » (avec Bernard Guibert et Jean Laganier), Économie et Statistique, no 20, février 1971
- « Une méthode pour lire et commenter automatiquement de grands tableaux statistiques », Économie et Statistique, no 52, janvier 1974
- « Analyse factorielle sphérique : une exploration » (avec Dominique Domenges), Annales de l'Insee, no 39, juillet-septembre 1979
- « Complexité et complication », Génie logiciel, no 64, mars 2003

Liste complète des articles

### Ouvrages
- Histoire de la statistique industrielle, Economica, 1982,  (ISBN 2-7178-0520-6)
- Le métier de statisticien, avec une préface d'Edmond Malinvaud, Economica, 2e édition, 1984,  (ISBN 2-7178-0824-8) (lien vers le texte intégral).
- Analyse des données, Economica, 4e édition, 1997,  (ISBN 2-7178-3212-2)
- Économie des nouvelles technologies, Economica, 1999,  (ISBN 2-7178-3803-1)
- e–conomie, Economica, 2000,  (ISBN 2-7178-4073-7) (lien vers le texte intégral)
- De l'Informatique : Savoir vivre avec l'automate, Economica, 2006,  (ISBN 2-7178-5219-0) (lien vers le texte intégral)
- Prédation et prédateurs, Economica, 2008,  (ISBN 978-2-7178-5458-9) (lien vers le texte intégral)
- iconomie, Economica, 2014,  (ISBN 978-2-7178-6682-7) (lien vers le texte intégral)
- Philosophie de l'action et langage de l'informatique, Manucius, 2014,  (ISBN 978-2-8457-8427-7)
- L'intelligence iconomique : Les nouveaux modèles d'affaires de la 3e révolution industrielle, co-écrit avec Claude Rochet, De Boeck, 2015,  (ISBN 978-2-8041-8849-8)
- Valeurs de la transition numérique: Civilisation de la troisième révolution industrielle, Institut de l'iconomie, 2018,  (ISBN 978-1-9829-6415-3)